# Ватиканска лира
Ватиканска лира је била званична валута града-државе Ватикан (итал. Stato della Città del Vaticano, лат. Status Civitatis Vaticanae), најмања независна држава на свету по површини и по броју становника у средишту Рима (Италија). Валута је била у оптицају од 1929. до 2002. године. Након тога уведен је евро као нова службена валута. Према стандарду ИСО 4217 ознака валуте била је ВАЛ (VAL).

## Историја
Папска држава која се до тада налазила на мањем подручју Италије у близини Рима користила је као средство плаћања сопствену лиру од 1866. до 1870. године када је ова валута повучена из употребе.
Латеранским уговорима из 1929. успостављена је држава Ватикан која је на основу услова из уговора увела као средство плаћања ватиканску лиру која је била у усаглашена са италијанском лиром. Осим у Ватикану ова монета била је платежно средство у Италији и Сан Марину. 
Новчићи ове валуте ковани су у Риму у име Управе баштине Свете Столице. Паралелно са ватиканском лиром и италијанске новчанице и кованице паралелно су биле законско средство плаћања у Ватикану.
Иако Ватикан није члан Европске уније, он је увео евро као нову званичну валуту 2002. године на основу споразума о финансирању са Италијом. Курс који је тада одређен као службени износио је: 1 евро = 1936,27 ватиканских лира.

## Новчанице у оптицају
Као стоти део ватиканске лире уведен је центисимо.
- 1929. прво су уведене кованице од 5 и 10 центисима; бакра од 20 и 50 центисима, никла од 1 и 2 лире, сребрне од 5 и 10 лира.
- 1939. бакарне кованице су замењене онима од алуминијума и бронзе.
- 1940. кованице од никла замењене су оним од нерђајућег челика.
- Од 1941. до 1943. ковање разних деноминација ватиканске лире било је сведено на само неколико хиљада годишње.
- 1947. уведене су нове кованице од 1, 2, 5 и 10 лира израђене од алуминијума.
- 1951. новчанице из 1947. замњене су новчићима од 50 и 100 лира израђеним од нерђајућег челика.
- 1957. уведене су кованице од 20 лира израђене од легуре алуминијум-бронза
- 1958. уведена је сребрна кованицае од 500 лира.
- 1977. престала је производња кованице од једне и две лире
- 1978. уведене су кованице од 200 лира израђене од алуминијума и бронзе.
- Од 1985. до 1997. коришћена су биметалне кованице од 500 и 1000 лира.
- 2000. поводом јубилеја „2000. година Ватикана”, исковане су кованице у злату од 50.000 и 100.000 лира.

Новчићи ватиканске валуте имале су исту величину, тежину и особину легура као кованице италијанске лире.